# Columbicella
Columbicella is een kevergeslacht uit de familie van de boktorren (Cerambycidae). De wetenschappelijke naam van het geslacht werd voor het eerst geldig gepubliceerd in 1990 door Galileo & Martins.

## Soorten
Columbicella is monotypisch en omvat slechts de volgende soort:
- Columbicella explanata Galileo & Martins, 1990